# Френсіс Форд Коппола
Френсіс Форд Коппола (англ. Francis Ford Coppola, 7 квітня 1939) — американський кінорежисер, продюсер, сценарист, який п'ять разів нагороджувався премією «Оскар» Академії кіномистецтва США. Окрім роботи в кіно Коппола також винороб, видавець журналу і власник готелю. Починав кар'єру як монтажер піратських фільмів категорії «Б», зокрема переробив для американського прокату українсько-радянську стрічку «Небо кличе» (1962). Найвідоміші фільми Копполи «Хрещений батько», «Розмова», «Дракула», а також епічна драма про війну у В'єтнамі «Апокаліпсис сьогодні»
| «Френсіс Коппола — кремезний відчайдушний веселун. Проте я знав, що в роботі він міг бути непоступливим…» Маріо П'юзо |

## Фільмографія
| №  | Назва                                  | Оригінальна назва              | Рік  | Роль у стрічці                | Бюджет       |
| -- | -------------------------------------- | ------------------------------ | ---- | ----------------------------- | ------------ |
| 1  | Дівчата, що розважаються, і коридорний | Bellboy and the Playgirls, The | 1962 | Режисер, сценарист            |              |
| 2  | Сьогодні ввечері — напевно             | Tonight for Sure               | 1962 | Режисер, сценарист, продюсер  |              |
| 3  | Страх                                  | Terror, The                    | 1963 | Режисер, продюсер             |              |
| 4  | Божевілля 13                           | Dementia 13                    | 1963 | Режисер, сценарист            | $30 000      |
| 5  | Ти тепер великий хлопчик               | You're a Big Boy Now           | 1966 | Режисер, сценарист            | $800 000     |
| 6  | Веселка Фініана                        | Finian's Rainbow               | 1968 | Режисер                       | $3 500 000   |
| 7  | Люди дощу                              | Rain People, The               | 1969 | Режисер, сценарист            | $750 000     |
| 8  | Паттон                                 | Patton                         | 1970 | Сценарист                     | $12 000      |
| 9  | Хрещений батько                        | Godfather, The                 | 1972 | Режисер, сценарист            | $6 000       |
| 10 | Розмова                                | Conversation, The              | 1974 | Режиссер, сценарист, продюсер | $1 600 000   |
| 11 | Хрещений батько 2                      | Godfather: Part II, The        | 1974 | Режисер, сценарист, продюсер  | $13 000      |
| 12 | Апокаліпсис сьогодні                   | Apocalypse Now                 | 1979 | Режисер, сценарист, продюсер  | $31 500 000  |
| 13 | Від всього серця                       | One from the Heart             | 1982 | Режисер, сценарист            | $26 000      |
| 14 | Ізгої                                  | Outsiders, The                 | 1983 | Режисер                       | $10 000      |
| 15 | Бійцівська рибка                       | Rumble Fish                    | 1983 | Режисер, сценарист, продюсер  | $10 000      |
| 16 | Клуб «Коттон»                          | Cotton Club, The               | 1984 | Режисер, сценарист            | $47 000      |
| 17 | Капітан ІО                             | Captain EO                     | 1986 | Режисер, сценарист            | $17 000      |
| 18 | Пеґґі Сью вийшла заміж                 | Peggy Sue Got Married          | 1986 | Режисер                       | $18 000      |
| 19 | Сад каменів                            | Gardens of Stone               | 1987 | Режисер, продюсер             |              |
| 20 | Такер: Людина і його мрія              | Tucker: The Man and His Dream  | 1988 | Режисер                       | $23 000      |
| 21 | Нью-Йоркські історії                   | New York Stories               | 1989 | Режисер, сценарист            | $15 000      |
| 22 | Хрещений батько 3                      | Godfather: Part III, The       | 1990 | Режисер, сценарист, продюсер  | $54 000      |
| 23 | Дракула                                | Dracula                        | 1992 | Режисер, продюсер             | $40 000      |
| 24 | Білий карлик                           | White Dwarf                    | 1995 | Продюсер                      |              |
| 25 | Дон Жуан де Марко                      | Don Juan DeMarco               | 1995 | Продюсер                      | $42 000      |
| 26 | Джек                                   | Jack                           | 1996 | Режисер                       | $45 000      |
| 27 | Одіссей                                | Odyssey, The                   | 1997 | Продюсер                      |              |
| 28 | Благодійник                            | Rainmaker, The                 | 1997 | Режисер, сценарист            | $40 000      |
| 29 | Наднова                                | Supernova                      | 2000 | Режисер                       | $60 000      |
| 30 | Корсиканець                            | L'Enquête corse                | 2007 | Актор (епізод)                |              |
| 31 | Молодість без молодості                | Youth Without Youth            | 2007 | Режисер, сценарист, продюсер  |              |
| 32 | Тетро                                  | Tetro                          | 2009 | Режисер, сценарист, продюсер  | $ 15 000     |
| 33 | Десь                                   | Somewhere                      | 2010 | Виконавчий продюсер           |              |
| 34 | На дорозі                              | On the Road                    | 2012 | Продюсер                      | $25 000      |
| 35 | Між                                    | Twixt                          | 2012 | Режисер, продюсер, сценарист  | $7 000       |
| 36 | Елітне суспільство                     | The Bling Ring                 | 2013 | Продюсер                      | $15 000      |
| 37 | Мегалополіс                            | Megalopolis                    | 2024 | Режисер, продюсер, сценарист  | $120 000 000 |

Стрічки, виділені жовтим кольором, отримали кінопремію «Оскар».